# Carl Forsslund
Carl August Rickard Forsslund, född 8 november 1872 i Stockholm, död 19 november 1928 i Sköldinge, var en svensk konstnär, konservator och skribent. Han är mest känd för att ha komponerat Katrineholms kommunvapen under 1920-talet.

## Biografi
Forsslund föddes i Katarina församling i Stockholm. Han gifte sig med Ida Maria Lind, med vilken han fick sju barn. Familjen flyttade 1904 till gården Fridhem i Katrineholms kommun, där Forsslund komponerade Katrineholms kommunvapen. Efter närmare 15 år på gården, flyttade Forsslund till Valla och hade verkstad på Drottninggatan 23 i Katrineholm. Carl Forsslund avled den 19 november 1928 och begravdes på Sköldinge kyrkogård.